# Isis och Serapis tempel
Isis och Serapis tempel (latin: Iseum Campensis eller Iseum) var ett dubbeltempel, beläget på centrala Marsfältet i antikens Rom. Det var invigt åt Isis och hennes gemål Serapis.
Det andra triumviratet beslutade år 43 f.Kr. att uppföra ett tempel invigt åt de bägge egyptiska gudarna, men det byggdes förmodligen inte förrän under kejsar Caligula (37–41 e.Kr.) på grund av motståndet mot kulten av egyptiska gudar från Augustus, Agrippa och Tiberius.
Templet eldhärjades vid den stora branden i Rom år 80 e.Kr., men det återuppbyggdes inom kort av Domitianus. En restaurering genomfördes under Alexander Severus och ytterligare en under Diocletianus.
Inne i templet fanns det många konstverk, bland annat statyer föreställande Tiberns och Nilens personifikationer.

## Bilder
| - Guden Thot framställd som babian. Staty påträffad i ruinerna av Isis och Serapis tempel. (Se vidare Santo Stefano del Cacco.) - Isis-bågen (ARCVS AD ISIS) som stod vid templets ingång. Avbildning på romersk grav. |

| Centrala Campus Martius |
| --- |
| Marcus Aurelius tempel Marcus Aurelius- kolonnen Antoninus Pius- kolonnen Hadrianustemplet Matidias tempel Isis och Serapis tempel Pantheon Saepta Iulia |